# واترن
واترن (به هلندی: Wateren) یک منطقهٔ مسکونی در هلند است که در وسترفلد واقع شده‌است.